# Mitt Romney
Willard Mitt Romney (Detroit, 12 marzo 1947) è un politico e dirigente d'azienda statunitense, senatore per lo stato dello Utah dal 2019 al 2025. In precedenza, Romney ha ricoperto la carica di governatore del Massachusetts dal 2003 al 2007 ed inoltre è stato il candidato del Partito Repubblicano alle elezioni presidenziali del 2012, dove venne alla fine sconfitto dal presidente uscente Barack Obama.
Ha avuto una lunga carriera come dirigente d’azienda: dapprima dal 1977 nella società di consulenza Bain & Company e poi fu tra i fondatori, nel 1984, del fondo di private equity Bain Capital, in qualità di Chief Executive Officer (CEO)  per diversi anni.
Romney è stato anche a capo del comitato organizzativo dei XIX Giochi olimpici invernali svoltisi a Salt Lake City, nello Stato dello Utah, nel 2002.

## Biografia

### La famiglia
Mitt Romney è il figlio dell'ex governatore del Michigan e candidato alle elezioni presidenziali del 1968 George W. Romney, e della candidata alle elezioni del 1970 al Senato degli Stati Uniti per lo Stato del Michigan Lenore Romney. Fu chiamato Willard in onore del miglior amico del padre, il magnate alberghiero J. Willard Marriott. Il suo secondo nome, Mitt, lo ricevette in onore di un cugino paterno, Milton, che giocò come quarterback per la squadra di football americano dei Chicago Bears dal 1925 al 1929.
Mitt Romney ha due sorelle e un fratello più grandi: Lynn Romney Keenan, Jane Romney Robinson e G. Scott Romney. Sin da giovane mostrò interesse alle vicende politiche, partecipando insieme al padre alle marce in favore dei diritti civili.
Il 21 marzo 1969 ha sposato con rito civile, a Bloomfield Hills, Ann Davies. La coppia ha cinque figli maschi (Tagg, Matthew, Joshua, Benjamin e Craigdal) e 13 nipoti abiatici. Alla moglie Ann nel 1998 è stata diagnosticata la sclerosi multipla (le sue condizioni permangono soddisfacenti) e nel 2008 un tumore al seno, da cui è guarita.
Romney è un membro della comunità religiosa dei mormoni.

### Gli studi e la missione

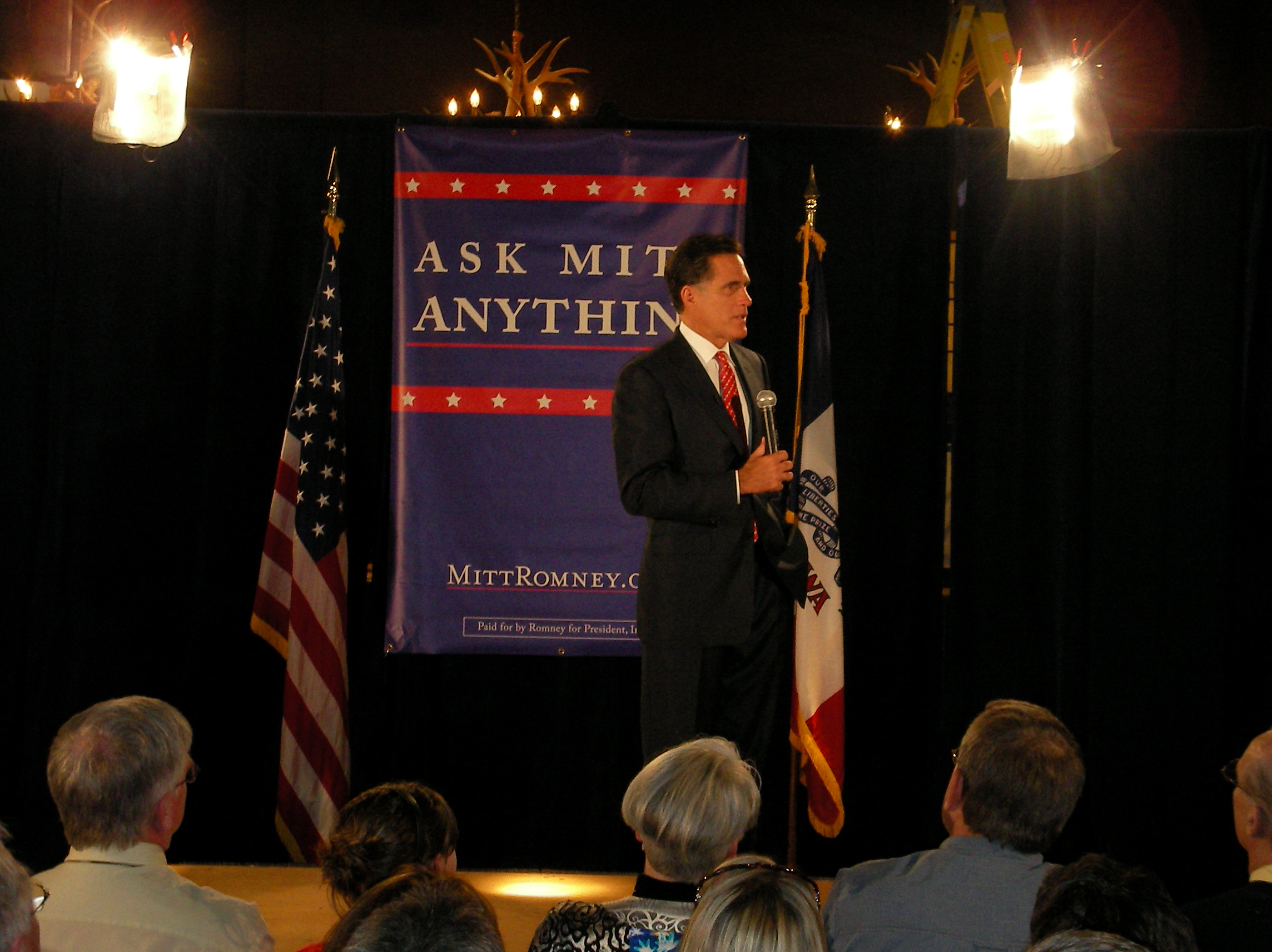
Mitt Romney durante le elezioni del 2008

Mitt Romney si diplomò nel liceo Cranbrook School a Bloomfield Hills (Michigan) nel 1965. Frequentò per un semestre l'Università di Stanford, per poi partecipare a una missione di ventiquattro mesi in Francia della Chiesa di Gesù Cristo dei Santi degli Ultimi Giorni (chiesa mormone).
Nel giugno del 1968, durante la sua missione, Romney fu coinvolto in un grave incidente automobilistico: mentre conduceva un'auto che trasportava altri missionari, si scontrò frontalmente con un'altra vettura. L'incidente causò il decesso di uno dei passeggeri della sua auto. La responsabilità del sinistro fu attribuita dalle autorità francesi al conducente dell'altra vettura.
Terminata la missione, Romney frequentò con successo la Brigham Young University, dove, nel 1971, ottenne il baccalaureato con lode. Come migliore del suo corso tenne il discorso di commiato alla cerimonia di consegna dei diplomi di laurea. Nel 1975 conseguì ad Harvard, tramite un corso congiunto, uno Juris Doctor (dottorato professionale in legge) con lode e un Master in Business Administration, risultando uno dei primi cinque del suo corso.

### La carriera finanziaria
Terminati gli studi, Romney rimase nel Massachusetts, dove fu assunto dalla Boston Consulting Group, nella quale aveva già fatto uno stage nell'estate del 1974. Dal 1978 al 1984 Romney occupò la posizione di dirigente nella Bain & Company, e quindi contribuì a fondare una spin-off di questa, dal nome Bain Capital, di cui divenne Chief Executive Officer CEO dal 1984.
La Bain Capital investì nell'acquisizione di azioni di centinaia di aziende, tra cui AMC Entertainment, Aspen Education Group, Brookstone, Burger King, Burlington Coat Factory, Clear Channel Communications, Domino's Pizza, DoubleClick, Dunkin' Donuts, D & Holdings M, Guitar Center, Hospital Corporation America (HCA), Sealy, The Sports Authority, Staples, Toys "R" Us, Warner Music Group e The Weather Channel. Mitt Romney e la società Bain Capital divennero oggetto di attenzione politica e dei media con la successiva carriera politica di Mitt Romney, per il conflitto di interessi con la sua campagna presidenziale del 2012.

### Olimpiadi
In occasione dei XIX Giochi olimpici invernali, svoltisi a Salt Lake City Romney è stato presidente del comitato organizzativo: come tale pronunciò i discorsi di apertura e chiusura.

### Carriera politica
Nel 1994 si candidò alle elezioni per il Senato per lo Stato del Massachusetts. Vinse le primarie per il Partito Repubblicano e sfidò il candidato democratico Ted Kennedy, che era il senatore uscente da diversi mandati. Telegenico e ben preparato, Romney ottenne ottimi sondaggi iniziali. Fu però sconfitto da Kennedy.

Nel 2002 si candidò a governatore del Massachusetts, vincendo le elezioni. Tra le riforme più importanti della sua amministrazione vi fu la riforma sanitaria, poi presa a modello da Obama per una più ampia riforma a livello federale.

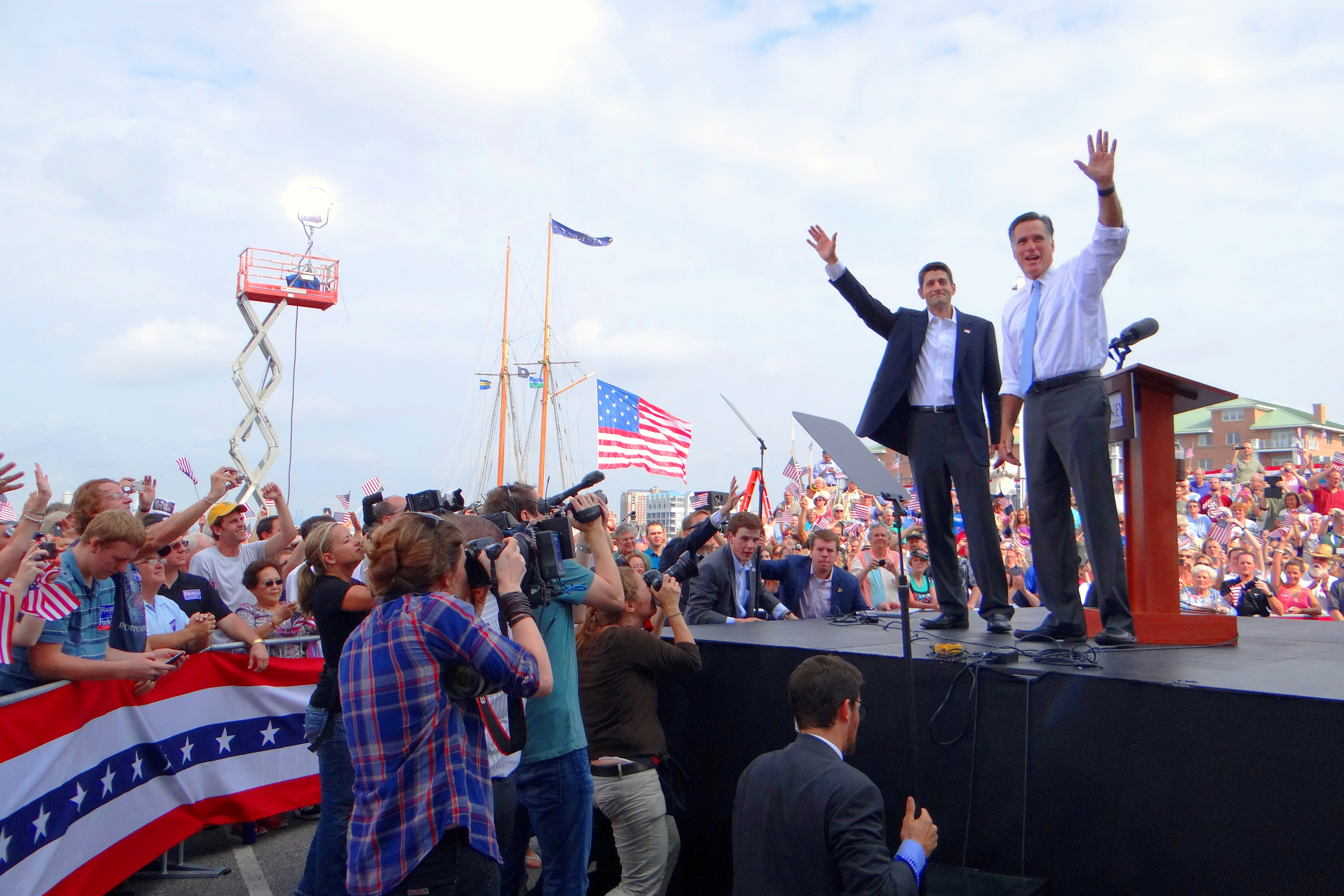
Mitt Romney con il candidato vicepresidente Paul Ryan durante la campagna elettorale per le elezioni presidenziali del 2012

### Candidatura alla Presidenza degli Stati Uniti
Mitt Romney si è candidato ripetutamente alle primarie dei repubblicani. La prima volta, nel 2008, fu sconfitto dal senatore John McCain arrivando secondo; nel 2012 ottenne la nomination a sfidante repubblicano del presidente democratico in carica Barack Obama, diventando il quinto mormone a correre per la presidenza degli Stati Uniti d'America dopo Joseph Smith (indipendente, 1844), suo padre George W. Romney (repubblicano, 1968), Mo Udall (democratico, 1976), e Orrin Hatch (repubblicano, 2000). Il 6 novembre 2012 perse il confronto elettorale con il rieletto Obama.

### Carriera politica successiva
A gennaio 2015 Romney ha espresso l'interesse a candidarsi per la terza volta consecutiva alle primarie del Partito Repubblicano in vista delle elezioni del 2016 senza però concretizzare.
Tuttavia la campagna repubblicana si caratterizza per l'avanzata incontrastabile del miliardario newyorkese Donald Trump.
Il 3 marzo 2016, di fronte al successo travolgente di Trump nei sondaggi nazionali e nei caucus e primarie repubblicane, Romney decide di prendere una posizione netta. All'Università del Massachusetts chiede pubblicamente di "non votare Trump" definito "falso e cialtrone" in quanto propagandante di idee del tutto incompatibili con il repubblicanesimo americano oltre a non essere mai stato un imprenditore ma di aver ereditato tutte le sue fortune. Poco dopo Romney decide, a sorpresa, di appoggiare, alle primarie dell'Utah dove vota, il senatore ultraconservatore del Texas della destra evangelica Tea Party, Ted Cruz, secondo per delegati e unico vero sfidante di Trump.
Secondo l'opinione pubblica, l'appoggio di Romney a Cruz sarebbe una scelta strategica, perseguita da tutto l'apparato repubblicano, per fermare la nomination di Trump dopo l'impossibilità di conquistare mediante le primarie la nomina di un candidato moderato e istituzionale come Jeb Bush e Marco Rubio, pesantemente sconfitti. Appoggiando Cruz, il cui estremismo radicale è più inviso di Trump all'apparato, si arriverebbe ad una convention del partito dove nessuno dei candidati possiede la maggioranza dei delegati (1.237) e quindi gli stessi delegati hanno il compito di scegliere il candidato presidente, svincolandosi dal candidato per cui sono stati eletti. A questo punto, secondo molti opinionisti, l'apparato potrebbe appoggiare un nome unitario più moderato da opporre alla probabile candidata democratica Hillary Clinton: Romney stesso o il suo candidato vicepresidente 2012, lo speaker della Camera Paul Ryan o un candidato indipendente come l'ex sindaco di New York, Michael Bloomberg.
Dopo la vittoria di Donald Trump alle elezioni presidenziali il nome di Romney viene citato dai media come possibile scelta per il ruolo di Segretario di Stato a seguito di un incontro tra il presidente eletto e lo stesso governatore nella residenza del primo in New Jersey; tuttavia la scelta cade alla fine su Rex Tillerson.
Il nome dell'ex governatore del Massachusetts è nuovamente considerato dai media come papabile per la corsa al Senato nelle elezioni di medio-termine del 2018, per il seggio nello stato dello Utah, dopo che il senatore uscente, Orrin Hatch ha pubblicamente dichiarato che sarebbe entusiasta se il suo posto fosse preso da Mitt Romney.
Il 16 febbraio 2018 Romney annuncia, in un video pubblicato sul suo account Twitter, la sua candidatura al Senato per il seggio vacante dall'annunciato ritiro del senatore Hatch. Viene infine eletto senatore ed entra in carica il 3 gennaio 2019.
Il 5 febbraio 2020, giorno in cui il presidente Donald Trump viene ufficialmente messo sotto accusa, Romney vota contro di lui al Senato americano, il che lo rende il primo senatore ad aver votato contro il presidente del proprio partito.

## Posizioni politiche
Romney è stato accusato di cambiare idea con disinvoltura su questioni anche importanti. Sull'aborto, durante le elezioni per il Senato nel 1994, si dichiarò a favore della legge, salvaguardando il diritto della donna a scegliere (pro-choice). Nonostante fosse personalmente contrario all'aborto, sostenne che non era giusto imporre la sua opinione ad altri. Negli anni ha cambiato posizione e, durante la campagna presidenziale del 2012, si definì pro-life, contrario al diritto all'aborto e favorevole a introdurre nuove norme in materia.
Durante il suo mandato come governatore del Massachusetts promulgò una riforma sanitaria che obbligava i cittadini di quello Stato ad acquistare un'assicurazione sanitaria e impediva alle aziende assicuratrici di negare la copertura a potenziali assicurati che avessero già in atto gravi patologie o comunque un alto rischio sanitario. La sua legge fu adottata come modello da Obama per la sua riforma sanitaria a livello federale. Eppure Romney si dichiarò fortemente contrario alla riforma Obama, sostenendo che, se fosse diventato presidente, l'avrebbe abrogata. Secondo Romney la sanità era materia di competenza esclusiva degli Stati e il governo federale avrebbe dovuto astenersi dall'emanare leggi federali.
Romney si è dichiarato vivacemente a sostegno dell'Ucraina nell'ambito dell'invasione russa dell'Ucraina nel 2022, essendo anche a favore anche dell'invio di aiuti militari ad essa.
Si è schierato a favore di Israele nel conflitto israelo-palestinese riaccesosi nel 2023, giustificando le azioni militari intraprese da Tel Aviv.